# Hajen (roman)
Hajen är en roman skriven av den amerikanske författaren Peter Benchley som utgavs av Doubleday 1974. Berättelsen handlar om en stor 3 ton tung vithaj som terroriserar den lilla semesterorten Amity Island och om de tre män som försöker döda den. Romanen slog rot från Benchleys intresse för hajattacker efter att han läste om Frank Mundus, en hajfiskare från Montauk, New York. Doubleday gav Benchley i uppdrag att skriva romanen 1971, en period då författaren arbetade som frilansjournalist.
Genom en marknadsföringskampanj som hölls av Doubleday och bokförlaget Bantam Books så införlivades Hajen i många olika bokförsäljningsklubbars kataloger och väckte stort medieintresse. Hajen publicerades första gången i februari 1974 och blev en stor succé; förstautgåvan låg på bästsäljarlistan i 44 veckor och den efterföljande pocketversionen sålde miljontals exemplar i början av 1975. Även om litteraturkritiker erkände romanens effektiva spänning, så var alla recensioner och omdömen om boken i allmänhet rätt blandade, då många tyckte att Benchleys karaktäriseringar var amatörmässiga och rätt banala.
Filmproducenterna Richard D. Zanuck och David Brown läste romanen innan den publicerades och köpte filmrättigheterna. Steven Spielberg valdes ut att regissera själva filmatiseringen med samma namn, som släpptes senare i juni 1975. Filmen utelämnade alla romanens sekundära handlingar och fokuserade främst på hajen och karaktäriseringen av de tre huvudpersonerna. Filmversionen av Hajen blev den första blockbustern i filmhistorien och var den mest framgångsrika filmen vid den tiden. Tre uppföljare kom senare, som möttes av blandade, men mest negativa reaktioner.

## Handling
Boken skiljer sig rätt mycket från filmen, men är i grund och botten nästan lika. 
Berättelsen utspelar sig på den fiktiva semesterorten Amity, en liten badort på Long Islands södra strand, halvvägs mellan Bridgehampton och East Hampton. En natt, efter att ha älskat med en man på stranden, så hoppar en ung kvinna vid namn Christine Watkins in ensam i havet där hon attackeras och dödas av en enorm vithaj. Nästa morgon hittas hennes delvis uppätna kvarlevor på stranden och rättsläkaren drar slutsatsen att hon var offer för en hajattack. Amitys polischef Martin Brody beordrar sedan att stränderna ska stängas, men han åsidosätts av borgmästare Larry Vaughn och stadens kommunfullmäktige som fruktar att det kan orsaka skador på sommarturismen, Amitys främsta inkomstkälla. Med hjälp av Harry Meadows, redaktör för lokaltidningen, hålls nyheterna om attacken hemliga för allmänheten.
Några dagar senare dödar hajen en ung pojke och en äldre man inom loppet av en halvtimme. Amity anlitar Ben Gardner, en lokal fiskare, för att fånga hajen men han försvinner till havs. Brody och hans ställföreträdare, Leonard Hendricks, hittar Gardners övergivna båt förankrad utanför kusten, täckt av stora bitmärken, varav ett av dom har en stor hajtand fast i sig. Både pojkens mor och Gardners änka anklagar Brody för dödsfallen när han inte stängde stränderna efter att de fått reda på den tidigare attacken mot Chrissie Watkins. Brody, som kämpar med skuldkänslor, beordrar att stränderna ska stängas och låter Meadows undersöka Vaughn för att ta reda på varför han är så fast besluten att hålla dem öppna.  
Meadows upptäcker snart att borgmästaren är svårt skuldsatt till maffian, som pressar Vaughn till att hålla stränderna öppna för att skydda värdet på Amitys fastigheter som maffian har investerat mycket pengar i. Vaughn riskerar att förlora allt om Amitys marknadsvärde skulle sjunka. Meadows rekryterar också Matt Hooper, en ung iktyolog från Woods Hole Oceanographic Institution för att få hjälp med att hantera hajen. När Hooper får se tanden som hittats på Gardners båt fastställer han att det är en tand från en ovanligt stor vithaj. 
Samtidigt sörjer Brodys fru, Ellen, förlusten av sin ungdom och den välbärgade livsstil hon hade innan hon gifte sig med Brody och fick barn. Av en slump, när Ellen var tonåring, så dejtade hon Hoopers äldre bror några år innan hon träffade Brody. Ellen blir fixerad av Hooper då hon ser honom som en länk till det förflutna som hon desperat längtar efter. Efter att Hooper blir inbjuden på middag hos familjen Brody bestämmer sig Ellen, fast besluten att återfå sin ungdom och livsglädje, att förföra honom.
Morgonen därpå så ringer hon till Hooper på hans hotell och bjuder in honom att träffa henne för en lunch på en restaurang. De två tar flera drinkar, börjar flirta och går senare till ett motell för att ha samlag. Eftersom han inte kunde nå Hooper eller Ellen via telefon den eftermiddagen så börjar Brody misstänka att de har en affär med varandra och han blir besatt och plågad av själva tanken.
Efter en vecka och inga ytterligare attacker eller observationer av hajen så försöker Vaughn övertyga Brody att öppna stränderna igen. Vid det här laget har nyheterna om hajattackerna spridit sig; turister och nyhetsreportrar flockas till Amity för att få en glimt av mördarhajen. Brody sätter upp patruller längs stränderna för att hålla utkik efter fisken. Efter att en till tonårspojke nätt och jämnt undkommit en attack nära stranden, så stänger Brody stränderna återigen och övertygar stadens poliser att anlita Quint, en excentrisk yrkesfiskare, för att spåra upp och döda hajen. Quint, Brody och Hooper ger sig därefter ut på havet i Quints skepp Orca. 
På den första dagen till sjöss händer det inget, men de tre möter hajen i slutet av den andra dagen. Hooper blir exalterad och upphetsad efter att ha sett storleken på det enorma djuret, som han uppskattar vara 3 ton tung och mäta upp till nästan 25 fot (7.5 meter lång).
Vaughn besöker Brodyfamiljen och informerar Ellen om att han och hans fru tänker lämna Amity. Vaughn föreställer sig och spekulerar i vilket liv han kunde ha levt om han hade gift sig med Ellen. Efter att han har gått reflekterar Ellen över sitt liv och inser misstaget hon gjorde när hon saknade det liv hon hade innan hon gifte sig med Brody. När Brody återvänder hem under en kort tid så kysser Ellen honom kärleksfullt.
På den tredje dagen vill Hooper ta med sig en hajbur i ett försök att döda hajen med ett spjut, injekterat med 22 cl stryknin. I början vägrar Quint att ta med buren ombord och anser att det är rena självmordet, men han ger med sig efter att Hooper betalar honom 100 dollar. Brody säger till Quint att han inte kommer att få betalt om han tar med sig buren ombord, vilket gör Hooper arg och ett hetsigt gräl mellan Brody och Hooper drar igång. Oförmögen att kontrollera sitt humör så attackerar Brody Hooper och stryper honom i flera sekunder men släpper taget.
Efter flera misslyckade försök i att harpunera hajen, så går Hooper ner vattnet i hajburen. Hajen attackerar buren, något som Hooper inte hade förväntat sig. Efter att hajen förstört buren så blir Hooper dödad och uppäten. Brody, helt förlamad av skräck blir nu övertygad om att hajen inte kan dödas. Han berättar för Quint att staden efter Hoopers död kanske inte längre kommer att betala honom, men Quint är nu fast besluten att döda hajen oavsett pengarna.
Quint och Brody återvänder till havet nästa dag. Efter att hajen attackerat Orca och efter att Quint harpunerat den flera gånger, så hoppar hajen ur vattnet upp på båtens akter och börjar hugga efter de återstående besättningsmännen. När Orca sjunker ännu mer så genomborrar Quint hajens mage med en till harpun. När hajen drar sig tillbaks till vattnet så trasslas Quints fot in i repet som är fäst vid harpunen, och han dras under vattnet och drunknar. Brody, som nu håller sig flytande på en sittdyna, ser på hur hajen långsamt simmar mot honom; utan något som helst försvar så sluter han ögonen och förbereder sig för den inkommande döden. 
Precis när hajen är bara någon meter från Brody, så dukar den under för sina skador och dör av förblödning. Sakta men säkert börjar hajen sjunka. Brody ser hur den döda hajen försvinner ner i djupet; sedan börjar han paddla tillbaka till stranden.

## Utveckling
Peter Benchley hade länge varit fascinerad av hajar, som han ofta stötte på när han fiskade med sin far, Nathaniel Benchley. I flera år hade han funderat på att skriva ”en berättelse om en haj som attackerar människor och vad som skulle hända om den kom till en befolkad plats och inte ville försvinna.” Detta intresse växte sig ännu större efter att ha läst en nyhet från 1964 om fiskaren Frank Mundus som fångade en vithaj med en vikt på 2000 kg utanför Montauks kust i New York.

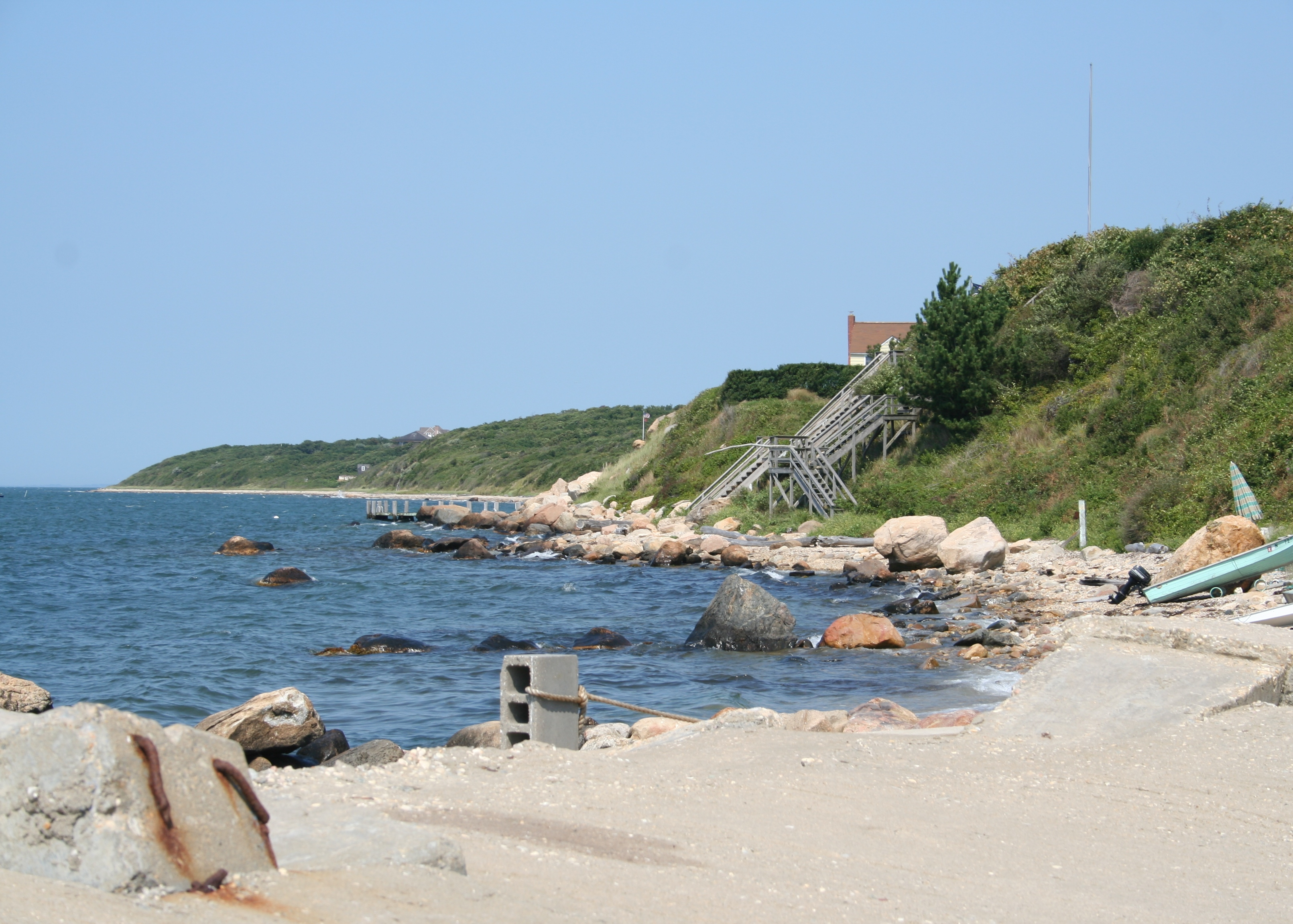
Peter Benchleys inspiration för boken kom från en nyhet av att en enorm haj fångades på kusten utanför Montauk, New York.

År 1971 så jobbade Benchley som frilansskribent men hade det kämpigt med att försörja sin fru och sina barn. Under tiden så bokade hans litterära agent in regelbundna möten med flera förlagsredaktörer. En av dem var Doubleday-redaktören Thomas Congdon. Congdon tyckte inte att Benchleys förslag till facklitteratur var särskilt intressant, utan föredrog istället hans idé för en roman om en haj som terroriserar en badort. Benchley skickade ett utkast till Congdons kontor, och redaktören betalade honom 1 000 dollar för 100 sidor. 

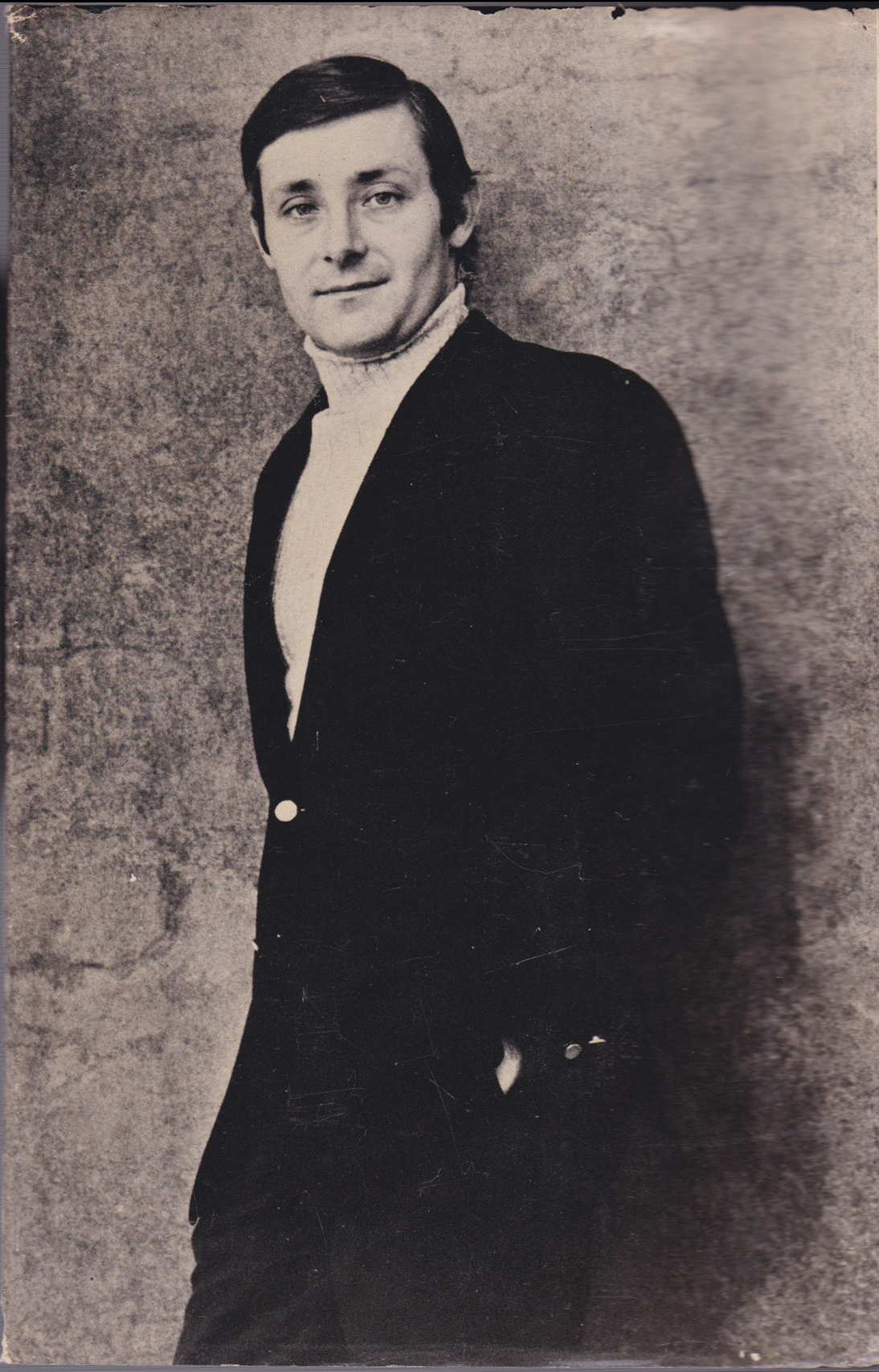
Fotografi av Peter Benchley, författaren av Hajen.

Dessa sidor utgjorde de fyra första kapitlen, och det fullständiga manuskriptet fick ett totalt förskott på 7 500 dollar. Congdon och Doubleday-teamet var övertygade om romanens koncept och såg Benchley som ”något av en expert på hajar”, eftersom författaren själv sa att han ”visste lika mycket om hajar som vilken amatör som helst” eftersom han hade läst några forskningsböcker och sett dokumentären Blue Water White Death från 1971. Efter att Doubleday beställt boken så började Benchley undersöka allt möjligt material om hajar.
Benchley förhalade färdigställandet av romanen och började skriva på allvar först när hans agent påminde honom om att om han inte levererade manuskriptet skulle han bli tvungen att betala tillbaka förskottet på 7500 dollar. Eftersom dessa pengar sedan länge var förbrukade så hade Benchley inget val. Hans hastigt skrivna första utkast hånades av Congdon, som inte gillade dess komiska ton. Congdon godkände bara de fem första sidorna, som kom med i den publicerade boken utan några revideringar. Efter en månad så levererade Benchley en bredare skiss av berättelsen med omskrivna kapitel som Congdon senare godkände. Det tog Benchley ett och halvt år att färdigställa manuskriptet.
Under vintermånaderna arbetade Benchley på romanen i ett provisoriskt kontor ovanför en värmepannafirma i Pennington, New Jersey. På sommaren flyttade han till ett ombyggt kalkonstall på sina svärföräldrars egendom vid havet i Stonington, Connecticut.  Congdon begärde några ändringar i resten av boken, inklusive en sexscen mellan Brody och Ellen som senare ändrades till Ellen och Hooper. Congdon ansåg inte att det fanns ”någon plats för detta hälsosamma äktenskapliga sex i den här typen av bok”. Efter flera omskrivningar, revideringar, redigeringar och sporadiska förskottsbetalningar så levererade Benchley till slut sitt sista utkast av det obetitlade manuskriptet i januari 1973 som Congdon äntligen godkände för vidare publicering.

### Titel och omslag

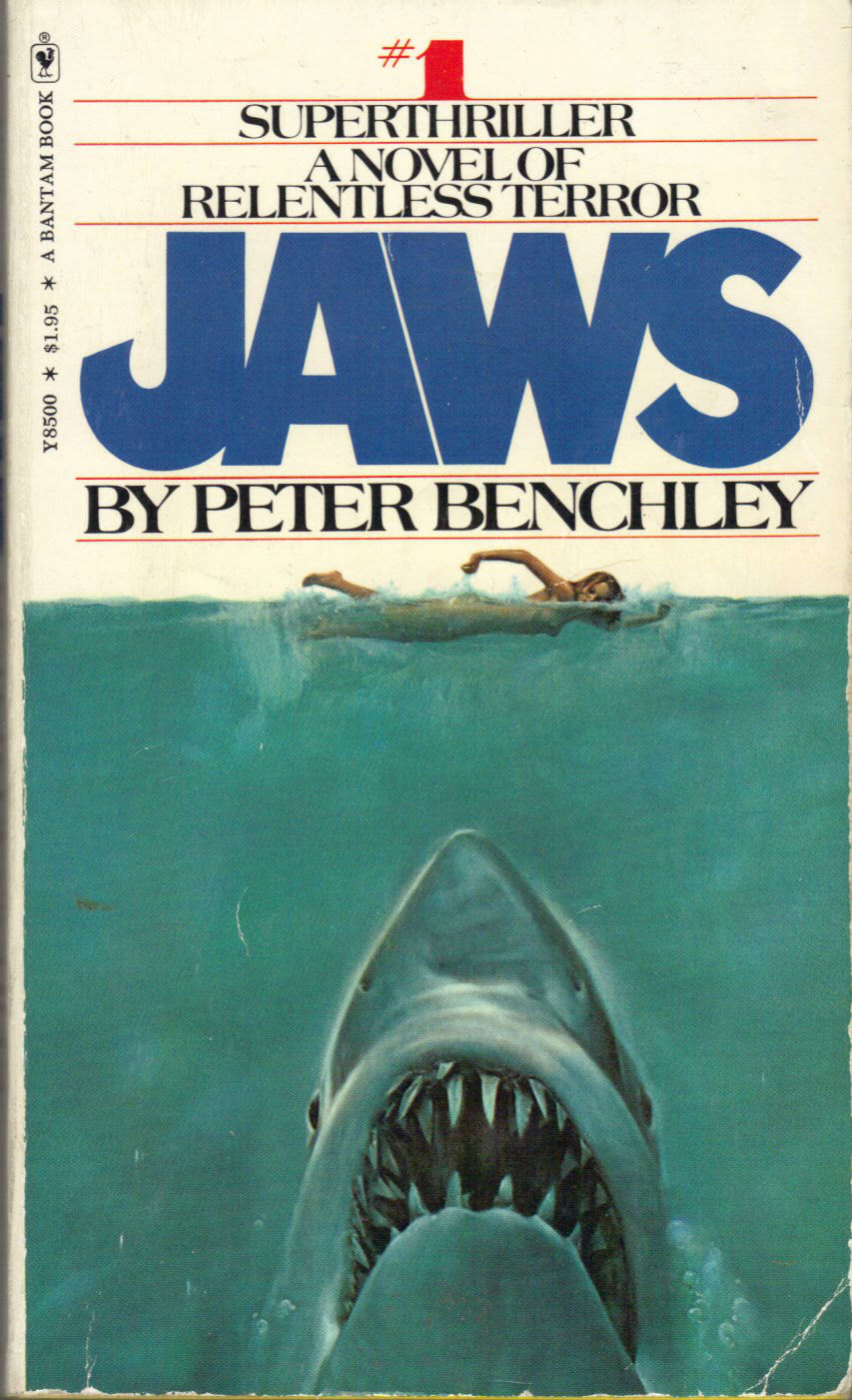
Bantam Books begärde ett nytt omslag till pocketutgåvan, som i slutändan blev den numera ikoniska affischen skapad av Roger Kastel.

Strax innan boken skickades för tryckning så hade Benchley ännu inte valt någon titel. Benchley hade många arbetstitlar under arbetets gång, och många av dem kallade han ”pretentiösa”, som The Stillness in the Water och Leviathan Rising. Benchley betraktade andra idéer, som The Jaws of Death och The Jaws of Leviathan, som ”melodramatiska eller rentav konstiga”. Congdon och Benchley funderade ofta på titeln, och det uppskattas att cirka 125 idéer togs fram. Romanen hade fortfarande ingen titel förrän tjugo minuter före bokens produktion. Författaren diskuterade problemet med redaktören Tom Congdon på en restaurang i New York:
Vi kan inte enas om ett ord som vi tycker om, än mindre en titel som vi tycker om. Faktum är att det enda ord som ens betyder något, som ens säger något, är ”Jaws”. Kalla boken för Jaws. Han sa: ”Vad betyder det?” Jag sa: ”Jag vet inte, men det är kort, det passar på en jacka och det helt enkelt bara fungerar.” Han sa: "Okej, vi kallar boken Jaws."
Till omslaget ville Benchley ha en illustration av Amity sedd genom käftarna på en haj. Doubledays designchef Alex Gotfryd gav bokillustratören Wendell Minor uppdraget om att göra en design för omslaget. Bilden fick dock avslag på grund av sina sexuella toner och jämfördes av försäljningscheferna med en vagina dentata.  
Congdon och Gotfryd bestämde sig till slut för att trycka ett typografiskt omslag, men det förslaget gick i stöpet när Bantams redaktör Oscar Dystel konstaterade att titeln Jaws var så intetsägande ”att det kunde ha misstagits för en bok om tandvård”. Gotfryd försökte få Minor att göra ett nytt omslag, men då han var bortrest vid det tillfället så vände Gotfryd sig istället till konstnären Paul Bacon. Bacon ritade ett enormt hajhuvud, och Gotfryd föreslog att man skulle lägga till en simmare  "för att få en känsla av annalkande fara och en känsla av skala". Den efterföljande illustrationen blev slutligen förstautgåvans omslag, med ett hajhuvud som simmar upp mot en simmande kvinna. 
Trots att Doubleday accepterade Bacons omslag så tyckte Dystel inte om det och gav New York-illustratören Roger Kastel uppdraget om att göra ett nytt och bättre omslag till pocketutgåvan. Kastel skissade efter Bacons tidigare omslag som referens och illustrerade sin favoritdel av romanen; inledningen där hajen attackerar Christine Watkins. Kastel åkte vid ett tillfälle till American Museum of Natural History och gick runt vithajsutställningarna för att fotografera modellerna i syfte att använda senare som referens.
Efter att ha målat hajen så började Kastel måla den kvinnliga simmaren. Efter en fotografering för tidningen Good Housekeeping så bad Kastel modellen han fotograferade att lägga sig på en pall i en ungefärlig position för en front crawl. Oljemålningen som Kastel skapade för omslaget skulle så småningom återanvändas av Universal Pictures för filmaffischer och reklam, med en mindre ändring som inkluderar att kvinnans nakna kropp täcks av havsskum. Omslagets originalmålning blev dock stulet och har aldrig återfunnits, vilket har fått Paul Bacon att spekulera i att någon Hollywood-chef har den.

## Teman
Berättelsen om Hajen begränsas av hur människorna reagerar på hajhotet. Hajen i sig beskrivs mycket detaljerat, med beskrivningar av dess anatomi och närvaro som får djuret att verka som ett fruktansvärt, ostoppbart hot. Hotet förstärks ytterligare av våldsamma detaljerade beskrivningar av attackerna. Förutom en köttätande mördare i havet befolkas Amity av lika rovdjursaktiga människor: borgmästaren som har kopplingar till maffian, en deprimerad, otrogen hemmafru och kriminella bland turisterna.
Romanen innehöll 1970-talets kulturella teman om ett trasigt äktenskap, en ekonomiskt ansträngd stad och misstro mot den lokala regeringen, i en tid då skilsmässorna ökade, arbetslösheten var hög och Nixons stora skandal i presidentvalet.
Alla dödsfall skapade av hajen har efterliknande paralleller med Henrik Ibsens pjäs En folkefiende, där borgmästaren i en liten stad får panik över hur ett problem kommer att driva bort turisterna. En annan jämförelse som kritikerna har tagit upp inkluderar boken Moby-Dick, särskilt när det gäller Quints karaktär och sista striden mot hajen; Quint dör till och med på samma sätt som kapten Ahab. Huvudkaraktären, polischef Brody, passar som en vanlig karaktärisering av katastrofgenren, en auktoritetsfigur som tvingas ge vägledning till de som drabbats av den plötsliga tragedin. 

## Publiceringshistorik
”Jag visste att Hajen omöjligen kunde bli framgångsrik. Det var min första roman och ingen läser ens första romaner. Det är en roman om en fisk, så vem bryr sig?”
Benchley sade att varken han eller någon annan som var inblandad i utvecklingen av Hajen från början insåg bokens potential. Tom Congdon anade dock att romanen hade framtidsutsikter och skickade den till flera bokförlag för att kunna publicera den i pocketböcker. Utgivningsdatumet flyttades fram för att möjliggöra en noggrant planerad publicering. Den släpptes först som förstautgåva i februari 1974, följt av en nationell kampanj för publiceringen av pocketbokversionen. Bantam köpte rättigheterna till pocketboken för 575 000 dollar,  vilket Benchley påpekar var " en enorm summa pengar". Efter att Bantams rättigheter löpt ut flera år senare återgick de till Benchley, som senare sålde rättigheterna till Random House, som sedan dess har publicerat alla nypubliceringar av Hajen.
Vid sin publicering blev Hajen en stor succé. Enligt John Baxters biografi om Steven Spielberg så hamnade romanen på första plats på Kaliforniens bästsäljarlista tack vare av att Spielberg och producenterna Richard D. Zanuck och David Brown, som var med i förproduktionen av filmatiseringen av Hajen, köpte hundra exemplar av romanen, varav de flesta skickades till ”medlemmar av den skvallrande klassen”. 
Förstautgåvan låg kvar på The New York Times bästsäljarlista i över 44 veckor och sålde totalt 125 000 exemplar. Pocketversionen blev ännu mer framgångsrik och toppade boklistorna världen över, och när filmatiseringen hade premiär i juni 1975 hade romanen sålt totalt 5,5 miljoner exemplar på hemmaplan, en siffra som så småningom gick upp till 9,5 miljoner exemplar. Den globala försäljningen uppskattas till 20 miljoner exemplar. Framgången inspirerade ABC att bjuda in Benchley till ett avsnitt av The American Sportsman, där författaren simmade med hajar i Australien, i vad som skulle bli det första av många naturrelaterade tv-program som Benchley skulle medverka i.

## Mottagande
Trots den enorma kommersiella framgången med Hajen så var recensionerna av romanen väldigt blandade. Den vanligaste kritiken av romanen var riktad främst på de mänskliga karaktärerna. Michael A. Rogers från Rolling Stone förklarade att ”ingen av människorna var särskilt sympatiska eller intressanta” och erkände att hajen var hans favoritkaraktär ”och man misstänker att den var Benchleys favorit också”. Steven Spielberg kände exakt samma sak och sa att han inledningsvis tyckte att många av karaktärerna var osympatiska och ville att hajen skulle "vinna", en karaktärisering som han ändrade på i filmatiseringen. 
Flera år efter publiceringen började Benchley känna sig ansvarig för det negativa hatet mot hajar som hans roman gav upphov till. I en artikel för National Geographic som publicerades år 2000 skriver Benchley "med tanke på den kunskap som samlats om hajar under de senaste 25 åren skulle jag omöjligt kunna skriva Hajen idag, inte med gott samvete i alla fall. På den tiden var det allmänt accepterat att vithajar åt människor av fri vilja. Nu vet vi att nästan varje hajattack mot en människa är oftast orsakad av en haj som misstar en människa för sitt normala byte.” 

## Filmatisering
Richard D. Zanuck och David Brown, två filmproducenter på Universal Pictures, hade hört talas om boken före dess publicering. Efter att ha läst den så var båda överens om att romanen var spännande och förtjänade att göras om för långfilmsformat, även om de var osäkra på hur det skulle gå till och hur man skulle filmatisera boken. Benchleys agent sålde rättigheterna till filmatiseringen för 150 000 dollar, plus ytterligare 25 000 för att Benchley skulle skriva manuset. Även om detta gjorde Benchley glad, som hade ytterst lite pengar just då, så var det en jämförelsevis låg summa, eftersom avtalet slogs fast innan boken ens blev en bästsäljare.
Efter att ha säkrat rättigheterna anställdes Steven Spielberg som regissör. För att spela huvudpersonerna valde producenterna Robert Shaw som Quint, Roy Scheider som Brody och Richard Dreyfuss som Hooper. Benchley själv gjorde också en liten gästroll i filmen där han spelar som en nyhetsreporter.
Hajen släpptes på bio år 1975 och blev den mest inkomstbringande filmen någonsin vid den tiden, ett rekord som den höll i två år tills Star Wars släpptes. Benchley var nöjd med filmatiseringen och noterade hur borttagandet av alla sekundära berättelser från romanen möjliggjorde "mer fördjupade utveckling av karaktärerna". Filmens framgång ledde till tre uppföljare, som Benchley inte var inblandad i trots att de hämtade inspiration från hans karaktärer.  Enligt Benchley ringde han sin agent en gång när hans betalning av royalties för filmatiseringen inte kom som förväntat och hon informerade honom om att studion höll på att fixa ett avtal om att producera flera uppföljare. Benchley gillade inte idén och sa:  ”Jag bryr mig inte om nån uppföljare; vem skulle någonsin vilja göra en uppföljare till en film om en stor fisk?” Han valde därefter en engångsbetalning på 70.000 dollar för var och en av de tre uppföljarna och avstod från fortsatta ta royalties för framtida uppföljare.